# Warner Bros. Pictures Animation
Warner Bros. Pictures Animation (ранее Warner Animation Group) — американская анимационная студия и подразделение кинокомпании Warner Bros. Студия основана 7 января 2013 года, является преемником распавшейся студии рисованной 2D-анимации Warner Bros. Feature Animation, которая упразднена в 2004 году.

## История

Логотип использовался с 2014 по 2021 год.

7 января 2013 года Джефф Робинов основал подразделение, получивший название «Warner Animation Group». В состав группы входят Джон Рекуа, Гленн Фикарра, Николас Столлер, Джаред Штерн, Фил Лорд и Кристофер Миллер. Кассовые сборы их мультфильмов будут способны с релизами других анимационных студий.
7 февраля 2014 года вышел на экраны первый мультфильм «Лего. Фильм». Мультфильм был встречен положительными отзывами и имел кассовые сборы.

Дополнительный логотип, используемый с 2023 года, соответствует новому щиту Warner Bros., разработанному Chermayeff & Geismar & Haviv.

Второй мультфильм «Аисты» вышел на экраны 23 сентября 2016 года.
Мультфильм «Лего Фильм: Бэтмен» получил положительные отзывы критиков и имел кассовый успех. 14 декабря 2017 года Warner Bros. объявила, что Эллисон Аббейт назначена исполнительным вице-президентом, а Крис Лихи — старшим вице-президентом.
Мультфильм «Лего Фильм: Ниндзяго» был основан на игрушках «Lego Ninjago», и вышел на экраны 22 сентября 2017 года. После премьеры фильм был встречен неоднозначными отзывами критиков и стал первым фильмом студии и франшизы, не сумевшим окупить свой бюджет.
Мультфильм «Смолфут» вышедший на экраны 28 сентября 2018 года, получил 75% на сайте Rotten Tomatoes, в основном положительные отзывы критиков, и собрал более 214 миллионов долларов по всему миру.
Мультфильм «Лего. Фильм 2», продолжение мультфильма «Лего. Фильм», вышел на экраны 8 февраля 2019 года и получил рейтинг 85% на Rotten Tomatoes с в целом положительными отзывами критиков, бюджета и став вторым разочарованием в прокате для студии и франшизы.
В октябре 2019 года студия «Locksmith Animation» заключила многолетнее соглашение с кинокомпанией Warner Bros.
Мультфильм «Скуби-Ду», который основан на одноимённой франшизе, первоначально должен был выйти 15 мая 2020 года, но затем он был отложен из-за пандемии COVID-19. 21 апреля 2020 года было объявлено, что вместо этого будет переходить на стриминговых видеосервисах в ответ на пандемию. Мультфильм «Скуби-Ду» получил неоднозначные отзывы критиков.
Анимационно-игровой фильм «Том и Джерри» вышел на экраны 11 февраля 2021 года по всему миру и 26 февраля в США одновременно в кинотеатрах и на сервисе HBO Max, и получил в основном отрицательные отзывы критиков.
Фильм «Космический джем: Новое поколение» с участием баскетболиста Леброна Джеймса в главной роли вышел на экраны 16 июля 2021 года, и также получил в основном негативные отзывы критиков.

## Фильмография
| Название                          | Дата выхода      | Бюджет        | Сборы           |
| --------------------------------- | ---------------- | ------------- | --------------- |
| Лего. Фильм                       | 7 февраля 2014   | 60 млн долл.  | 469 млн долл.   |
| Аисты                             | 23 сентября 2016 | 70 млн долл.  | 183.3 млн долл. |
| Лего Фильм: Бэтмен                | 10 февраля 2017  | 80 млн долл.  | 312 млн долл.   |
| Лего Фильм: Ниндзяго              | 22 сентября 2017 | 70 млн долл.  | 123 млн долл.   |
| Юные титаны, вперёд!              | 27 июля 2018     | 10 млн долл.  | 52.1 млн долл.  |
| Смолфут                           | 28 сентября 2018 | 80 млн долл.  | 214 млн долл.   |
| Лего. Фильм 2                     | 8 февраля 2019   | 99 млн долл.  | 192.3 млн долл. |
| Скуби-Ду                          | 15 мая 2020      | 90 млн долл.  | 26.2 млн долл.  |
| Том и Джерри                      | 26 февраля 2021  | 79 млн долл.  | 131.1 млн долл. |
| Космический джем: Новое поколение | 16 июля 2021     | 150 млн долл. | 162.2 млн долл. |
| DC Лига Суперпитомцы              | 29 июля 2022     | $70 млн.      | $203 млн.       |
| Кот в шляпе                       | 27 февраля 2026  | —             | —               |
| Роблокс. Фильм                    | —                | —             | —               |